# كريس ماكسويل
كريس ماكسويل (بالإنجليزية: Chris Maxwell) (30 يوليو 1990 في المملكة المتحدة - ) هو لاعب كرة قدم بريطاني في مركز حراسة المرمى. شارك مع منتخب ويلز تحت 17 سنة لكرة القدم ومنتخب ويلز تحت 19 سنة لكرة القدم ومنتخب ويلز تحت 21 سنة لكرة القدم. أما مع النوادي، فقد لعب مع كامبريدج يونايتد ونادي ريكسهام ونادي كوناهس كواي وفليتوود تاون.

## وصلات خارجية
- كريس ماكسويل على موقع الاتحاد الأوربي (الإنجليزية)
- كريس ماكسويل على موقع قاعدة بيانات كرة القدم.إي يو (الإنجليزية)
- كريس ماكسويل على موقع Soccerbase.com (لاعب) (الإنجليزية)
- كريس ماكسويل على موقع Soccerway.com (الإنجليزية)

قالب:تشكيلة بريستون نورث ايند